# PGC 2017489
LEDA/PGC 2017489 ist eine Galaxie im Sternbild Kleiner Löwe am Nordsternhimmel, die schätzungsweise 598 Millionen Lichtjahre von der Milchstraße entfernt ist. Im selben Himmelsareal befinden sich u. a. die Galaxien NGC 3413, NGC 3424, NGC 3430, IC 2608.